# بيلغورود
بيلغورود (بالروسية: Белгород) هي إحدى مدن روسيا وتعني المدينة البيضاء في الكيان الفدرالي الروسي بيلغورود أوبلاست، تقع بلغورود جنوب غرب روسيا على الحدود مع دولة أوكرانيا.
توجد في المدينة مجموعة من الجامعات والمعاهد العالية من اهمها جامعة بيلغورود الحكومية وجامعة بيلغورود الحكومية التكنولوجية وجامعة بيلغورود الحكومية الزراعية وغيرها.
بيلغورود هي المدينة الروسية التي تضم أكبر عدد من السكان العرب. وكان تدفق الطلاب العرب إلى المؤسسات التعليمية في بيلغورود، وخاصة في مجالات مثل الطب والهندسة، عاملا مساهما هاما في هذا الاتجاه الديموغرافي. في الوقت الحالي، اللغة العربية في بيلغورود هي اللغة الأم لـ 1.5٪ من السكان، مما يجعلها اللغة الثالثة (بعد الروسية والأوكرانية) الأكثر شيوعًا في بيلغورود. يوجد حاليًا 1500 طالب عربي ويعيش حوالي 2500 عربي في بيلغورود بعد التخرج من الجامعة.

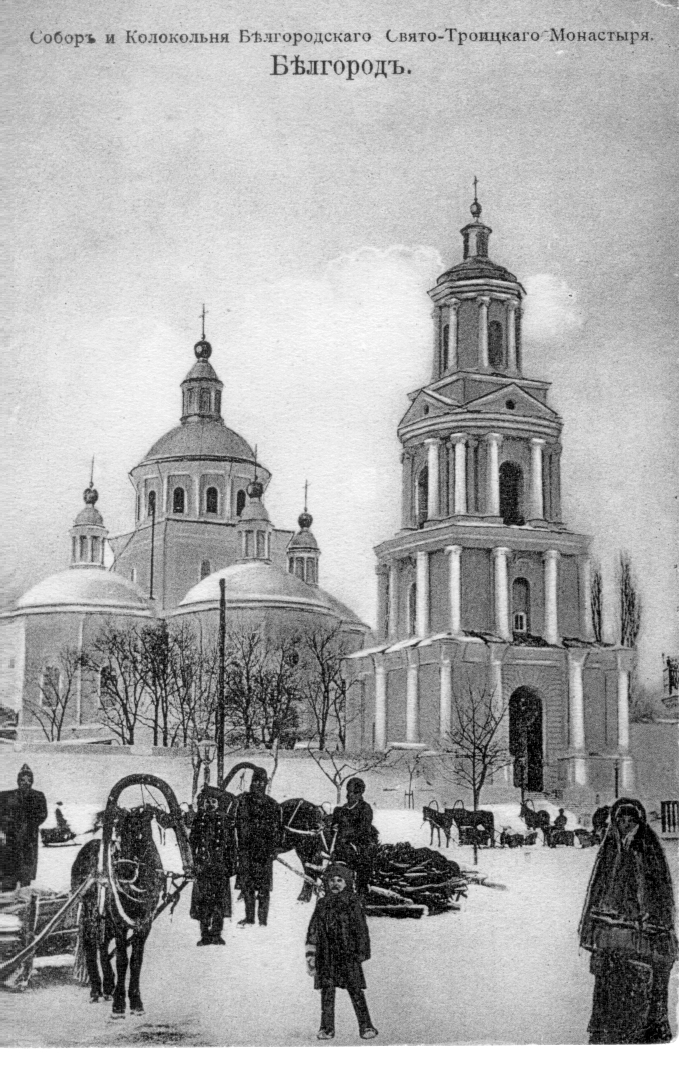
1912

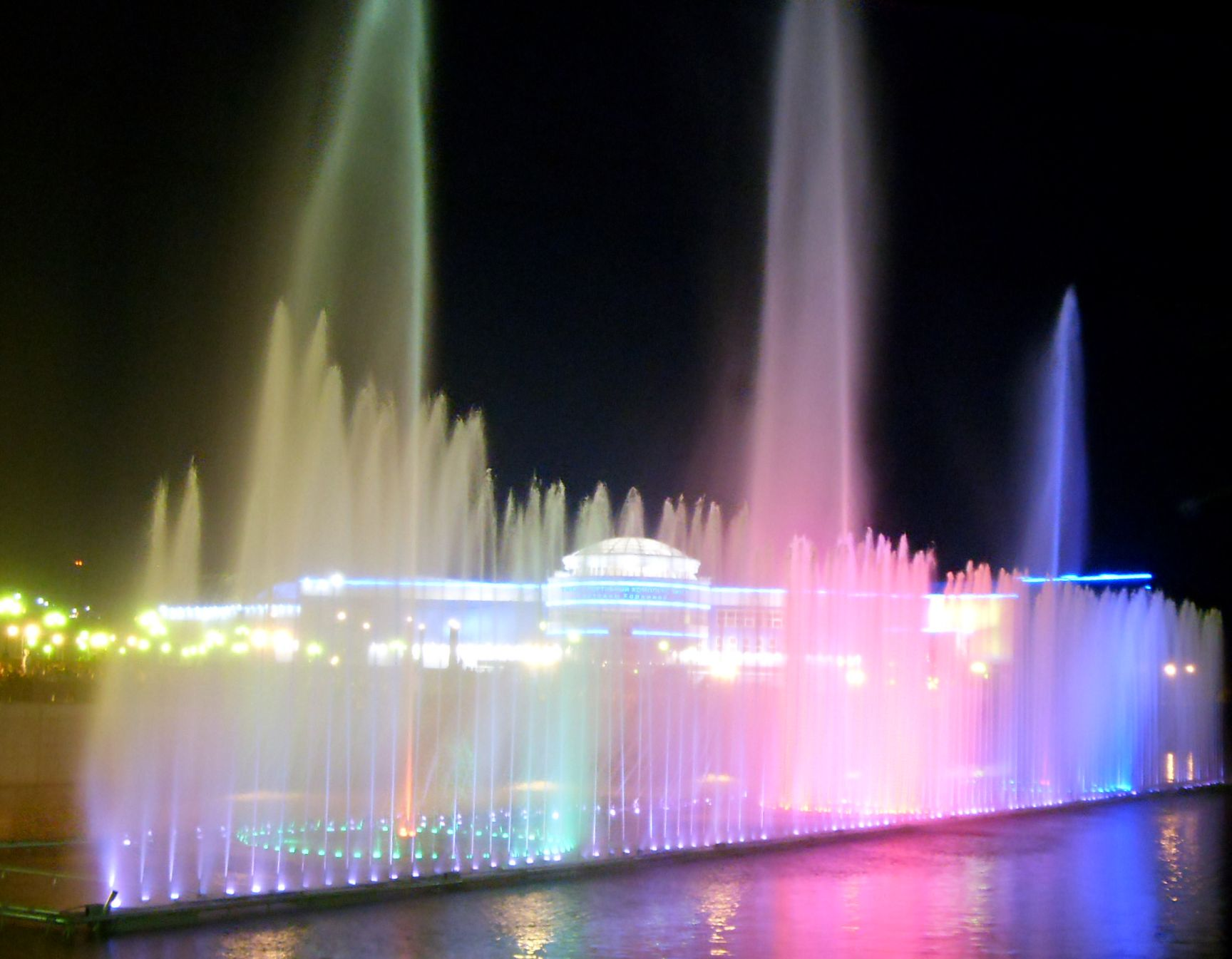
صورة لأحد نافورات مدينة بيلغورود

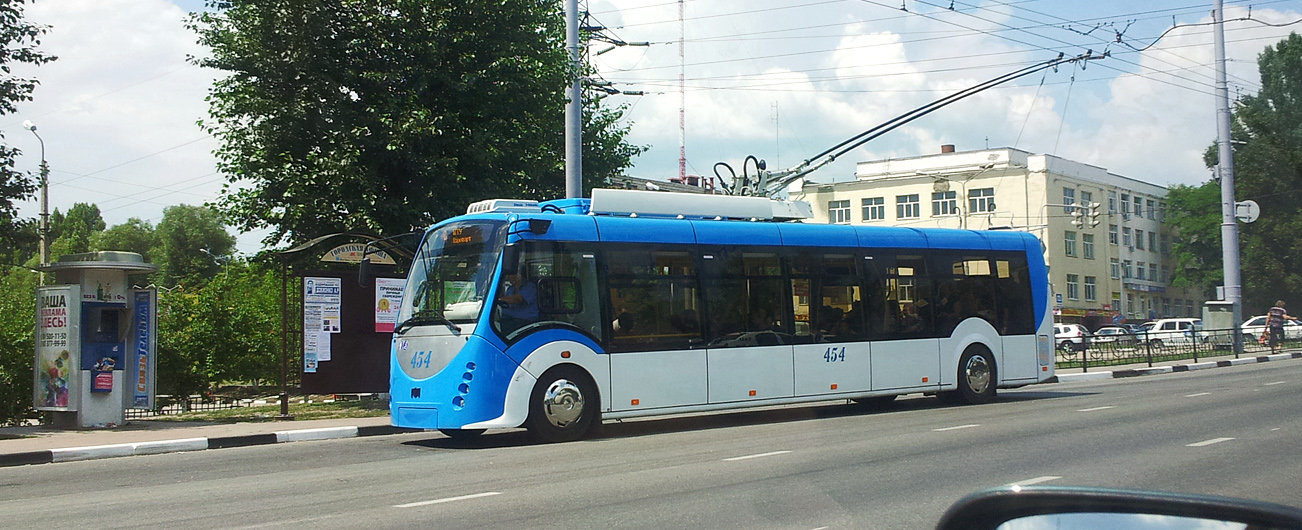
صورة لأحدى وسائل النقل في مدينة بيلغورود (التريليبوس)

## أصل التسمية
اسم بيلغورود يأتي من مجموع كلمتين: الأبيض белый والجبال горы. أي الجبال البيضاء، فسميت بسبب كثرة جبال الطباشير فيها، واصبحت الجبال البيضاء، وبدمج الكلمتين تصبح بيلغورود.

## القدرات الصناعية والثقافية
تعتبر بيلغورود اليوم من المراكز الصناعية والثقافية والتعليمية المتطورة ومن انظف وأجمل المدن الروسية. تعمل في المدينة أكثر من 250 مؤسسة صناعية كبيرة ومتوسطة ومن أهم القطاعات الصناعية قطاع بناء الماكينات والميتالورجيا والتعدين والصناعات الغذائية ومواد البناء. توجد في المدينة مجموعة من الجامعات والمعاهد العالية من اهمها جامعة بيلغورود الحكومية وجامعة بيلغورود الحكومية التكنولوجية واكاديمية بيلغورد الحكومية للعلوم الزراعية وجامعة بيلغورود للثقافة والفنون، وغيرها. كما توجد في المدينة مجموعة من معاهد الابحاث العلمية في مجالات التعدين والميتالورجيا والزراعة….الخ. إضافة لذلك يوجد في المدينة عدد كبير من المعاهد المهنية المتوسطة والثانويات الصناعية. توجد في المدينة مجموعة كبيرة من المكتبات العامة تقدم خدماتها لسكان المدينة على امتداد السنة.
تشتهر المدينة بعدد المتاحف الموجودة فيها مثل متحف بيلغورود التاريخي الحكومي الذي يعتبر المتحف المركزي للمقاطعة ويتضمن متحوفات تتحدث عن تاريخ وثقافة المنطقة. والمتحف الفني ومتحف الثقافة الشعبية الحكومي الذي يتحدث عن مراحل تطور الثقافة والتقاليد الشعبية في المنطقة، ومتحف الديوراما الخاص بمعركة قوس كورسك للدبابات وغيرها من المتاحف.
يعتبر متحف الديوراما من معالم المدينة. المتحف عبارة عن لوحة فنية تتحدث عن اضخم معارك الدبابات في الحرب الوطنية العظمى. تبلغ مساحة اللوحة 1005 متر مربع (طولها 67 متر وارتفاعها 15 متر) وتمتد افقيا لمساحة 500 متر مربع. ان مشاهدة الديوراما تعطي صورة واضحة وكاملة عن معركة بروخوروفكا للدبابات من بدايتها إلى نهايتها وتستمر المعروضات إلى خارج المبنى حيث تعرض المعدات والتقنية العسكرية التي استخدمت في الحرب.
في المدينة عدد من المسارح مثل مسرح بيلغورود الحكومي للدراما ومسرح بيلغورود الحكومي للدمى ومسارح أخرى. يقام في بيلغورود سنويا مهرجان للمسرح تشارك فيه المسارح الروسية من مختلف المدن.كما يقام في المدينة سنويا مهرجان لمسارح الدمى بعنوان ” العاب بيلغورود “.

## الالقاب التي حصلت عليها المدينة
- اللقب الفخري «مدينة التحية الحربية الأولى» 5 آب 1943.[8]
- وفق نتائج 2004 حكومة الاتحاد الروسي حصلت مدينة بيلغورود على الدرجة الثانية في مسابقة «المدينة الأكثر صيانة في روسيا» بين مدن الفئة الأولى.[9]
- في عام 2006 في مسابقة «أفضل تشكيل للبلدية» منحت مدينة بيلغورود الدرجة الثالثة وزارة التمنية الإقليمية في الاتحاد الروسي.[9]
- في عام 2006 أعلن مجلس أمناء المنافسة الروسية من أجل التنمية الاقتصادية «الروبل الذهبي» من فئة «أفضل مدينة في مؤشرات التنمية الاقتصادية عام 2005» في فئة «المركز الإقليمي لموضوع الاتحاد الرسي» في المنطقة الاتحادية المركزية، بيلغورود المدينة الفائزة.[9]
- وفق نتائج المسابقة الثانية "أفضل تشكيل بلدي" عام 2007 نالت مدينة بيلغورد المركز الثاني في "أقضل التعليم في مجال دعم المعلومات لإصلاح الحكومة المحلية.[9]
- في عام 2013 اعترفت وزارة التمنية الإقليمية في الإتحاد الروسي بأن بيلغورود ثالث مدينة من حيث الراحة في روسيا.[10]

## وصلات خارجية
{{Андрей Сергеевич Лаптев. История Географических Названий Руси.}}
- بيلغورود.. تاريخ عسكري مشرف وحاضر اقتصادي مشرق

## أصل التسمية
اسم بيلغورود يأتي من مجموع كلمتين: الأبيض белый والجبال горы. أي الجبال البيضاء، فسميت بسبب كثرة جبال الطباشير فيها، واصبحت الجبال البيضاء، وبدمج الكلمتين تصبح بيلغورود.

## القدرات الصناعية والثقافية
تعتبر بيلغورود اليوم من المراكز الصناعية والثقافية والتعليمية المتطورة ومن انظف وأجمل المدن الروسية. تعمل في المدينة أكثر من 250 مؤسسة صناعية كبيرة ومتوسطة ومن أهم القطاعات الصناعية قطاع بناء الماكينات والميتالورجيا والتعدين والصناعات الغذائية ومواد البناء. توجد في المدينة مجموعة من الجامعات والمعاهد العالية من اهمها جامعة بيلغورود الحكومية وجامعة بيلغورود الحكومية التكنولوجية واكاديمية بيلغورد الحكومية للعلوم الزراعية وجامعة بيلغورود للثقافة والفنون، وغيرها. كما توجد في المدينة مجموعة من معاهد الابحاث العلمية في مجالات التعدين والميتالورجيا والزراعة….الخ. إضافة لذلك يوجد في المدينة عدد كبير من المعاهد المهنية المتوسطة والثانويات الصناعية. توجد في المدينة مجموعة كبيرة من المكتبات العامة تقدم خدماتها لسكان المدينة على امتداد السنة.
تشتهر المدينة بعدد المتاحف الموجودة فيها مثل متحف بيلغورود التاريخي الحكومي الذي يعتبر المتحف المركزي للمقاطعة ويتضمن متحوفات تتحدث عن تاريخ وثقافة المنطقة. والمتحف الفني ومتحف الثقافة الشعبية الحكومي الذي يتحدث عن مراحل تطور الثقافة والتقاليد الشعبية في المنطقة، ومتحف الديوراما الخاص بمعركة قوس كورسك للدبابات وغيرها من المتاحف.
يعتبر متحف الديوراما من معالم المدينة. المتحف عبارة عن لوحة فنية تتحدث عن اضخم معارك الدبابات في الحرب الوطنية العظمى. تبلغ مساحة اللوحة 1005 متر مربع (طولها 67 متر وارتفاعها 15 متر) وتمتد افقيا لمساحة 500 متر مربع. ان مشاهدة الديوراما تعطي صورة واضحة وكاملة عن معركة بروخوروفكا للدبابات من بدايتها إلى نهايتها وتستمر المعروضات إلى خارج المبنى حيث تعرض المعدات والتقنية العسكرية التي استخدمت في الحرب.
في المدينة عدد من المسارح مثل مسرح بيلغورود الحكومي للدراما ومسرح بيلغورود الحكومي للدمى ومسارح أخرى. يقام في بيلغورود سنويا مهرجان للمسرح تشارك فيه المسارح الروسية من مختلف المدن.كما يقام في المدينة سنويا مهرجان لمسارح الدمى بعنوان ” العاب بيلغورود “.

## الالقاب التي حصلت عليها المدينة
- اللقب الفخري «مدينة التحية الحربية الأولى» 5 آب 1943.[2]
- وفق نتائج 2004 حكومة الاتحاد الروسي حصلت مدينة بيلغورود على الدرجة الثانية في مسابقة «المدينة الأكثر صيانة في روسيا» بين مدن الفئة الأولى.[3]
- في عام 2006 في مسابقة «أفضل تشكيل للبلدية» منحت مدينة بيلغورود الدرجة الثالثة وزارة التمنية الإقليمية في الاتحاد الروسي.[3]
- في عام 2006 أعلن مجلس أمناء المنافسة الروسية من أجل التنمية الاقتصادية «الروبل الذهبي» من فئة «أفضل مدينة في مؤشرات التنمية الاقتصادية عام 2005» في فئة «المركز الإقليمي لموضوع الاتحاد الرسي» في المنطقة الاتحادية المركزية، بيلغورود المدينة الفائزة.[3]
- وفق نتائج المسابقة الثانية "أفضل تشكيل بلدي" عام 2007 نالت مدينة بيلغورد المركز الثاني في "أقضل التعليم في مجال دعم المعلومات لإصلاح الحكومة المحلية.[3]
- في عام 2013 اعترفت وزارة التمنية الإقليمية في الإتحاد الروسي بأن بيلغورود ثالث مدينة من حيث الراحة في روسيا.[4]

## وصلات خارجية
{{Андрей Сергеевич Лаптев. История Географических Названий Руси.}}
- بيلغورود.. تاريخ عسكري مشرف وحاضر اقتصادي مشرق